# Temporada do Goiás Esporte Clube em 2015
Temporada do Goiás Esporte Clube em 2015, participou do Goianão — foi campeão (25º título) — Também da Copa do Brasil sendo eliminado na Terceira fase ficando em — 18º lugar  — Também da Copa Sul-Americana eliminado na segunda fase ficando em  — 27º lugar — Disputou o Campeonato Brasileiro Foi rebaixado à Série B de 2016, foi definido apenas na última rodada o Goiás não evitou a derrotada pelo São Paulo por 1–0 em pleno Serra Dourada. ficando em — 19º lugar.

## Elenco atual
- Atualizado em 23 de agosto  de 2015.[3]

Legenda
- : Capitão
- : Jogador suspenso
- : Jogador lesionado
- : Jogador emprestado ao Goiás
- : Jogador convocado para a Seleção Brasileira Olímpica

## Comissão técnica
- Atualizado em 18 de setembro de 2015.

## Transferências 2015
- Atualizado em 6 de agosto de 2015.

| Chegadas |      |                  |                   |
|          | Pos. | Jogador          | Clube anterior    |
|          | Z    | Júnior Lopes     | Guarany de Sobral |
|          | A    | Ruan             | Paysandu          |
|          | LD   | Bocão            | Avaí              |
|          | A    | Bruno Henrique   | Uberlândia        |
|          | LE   | Diogo Barbosa    | Atlético-GO       |
|          | T    | Wagner Lopes     | Atlético-GO       |
|          | M    | Felipe Menezes   | Palmeiras         |
|          | V    | Ygor             | Internacional     |
|          | A    | Lucas Coelho     | Grêmio            |
|          | A    | Wesley           | Cruzeiro-RS       |
|          | V    | Patrick          | Caxias            |
|          | Z    | Fred             | Novo Hamburgo-RS  |
|          | LE   | Rafael Forster   | Brasil de Pelotas |
|          | V    | Wiliam Kozlowski | Aparecidense      |
|          | V    | Gimenez          | Botafogo SP       |

| Saídas |      |                  |                  |
|        | Pos. | Jogador          | Clube de destino |
|        | G    | Harlei           | Aposentado       |
|        | T    | Ricardo Drubscky | Vitória          |
|        | V    | Amaral           | Palmeiras        |
|        | V    | Thiago Mendes    | São Paulo        |
|        | M    | Felipe Amorim    | América-MG       |
|        | G    | Edson            | Vila Nova        |
|        | Z    | Jackson          | Internacional    |
|        | LD   | Moisés           | Grêmio           |
|        | LD   | Clayton Sales    | Aparecidense     |
|        | LE   | Mário Sérgio     | Trindade         |
|        | LE   | Lima             | Botafogo         |
|        | LE   | Léo Veloso       | Santa Cruz       |
|        | M    | Tiago Real       | Palmeiras        |
|        | M    | João Paulo       | Internacional    |
|        | A    | Samuel           | Fluminense       |
|        | A    | Bruno Mineiro    | Atlético-PR      |
|        | A    | Assuério         | Linense          |
|        | A    | Rychely          | Red Bull Brasil  |
|        | A    | Welinton Júnior  | Joinville        |
|        | Z    | Pedro Henrique   | Cianorte-PR      |
|        | M    | Esquerdinha      | Ituano           |
|        | Z    | Júnior Lopes     | Oeste            |
|        | LD   | Bocão            | A definir        |

Legenda
| - : Jogadores emprestados | - : Jogadores que retornam de empréstimo |

### Uniformes dos jogadores
- 1º uniforme: Camisa verde, calção branco e meias verdes;
- 2º uniforme: Camisa branca, calção verde e meias brancas.

| Uniforme Titular | 2º Uniforme | Uniforme Alternativo |

## Ranking da CBF
O clube classificado no ranking da CBF.
Ranking divulgado em 8 de dezembro de 2014 
| Pos.      | Pos.                   | Clube | UF | Pontos        | Diferença (Pontos) |
| Em 2015   | Comparados aos de 2014 | Clube | UF | Pontos        | Diferença (Pontos) |
| --------- | ---------------------- | ----- | -- | ------------- | ------------------ |
| 15º lugar | (1)                    | Goiás | GO | 10.525 pontos | 511                |

## Goianão 2015
| Equipe | Sede    | Em 2014         | Estádio        | Capacidade | Títulos                           |
| Goiás  | Goiânia | 2º (1ª divisão) | Hailé Pinheiro | 6 300      | Campeão 24 vezes (última em 2013) |

* Grupo B
| Classificação do Grupo B | Classificação do Grupo B | Classificação do Grupo B | Classificação do Grupo B | Classificação do Grupo B | Classificação do Grupo B | Classificação do Grupo B | Classificação do Grupo B | Classificação do Grupo B | Classificação do Grupo B | Classificação do Grupo B |
| Time                     | Time                     | PG                       | J                        | V                        | E                        | D                        | GP                       | GC                       | SG                       | %                        |
| ------------------------ | ------------------------ | ------------------------ | ------------------------ | ------------------------ | ------------------------ | ------------------------ | ------------------------ | ------------------------ | ------------------------ | ------------------------ |
| 1                        | Goiás                    | 31                       | 14                       | 9                        | 4                        | 1                        | 26                       | 10                       | 16                       | 73.8                     |

|  |                         |
|  | Classificação à 2ª Fase |

#### Resultados[9]
Todas as partidas estão no horário local (UTC-3).

### 1º Turno
| Sábado, 31 de janeiro | Goiás                              | 2 – 2       | Trindade                  | Estádio Hailé Pinheiro, Goiânia              |
| 19:30                 | Felipe Menezes 58' · Rodrigo 90+2' | Premiere FC | 29' Conrado · 39' Matheus | Público: 987 Renda: R$ 23.830,00 Árbitro: GO |

| Goiás | Trindade |

| Quarta, 4 de fevereiro | CRAC     | 1 – 3                    | Goiás                                              | Estádio Genervino da Fonseca, Catalão          |
| 22:00                  | Tatu 34' | TV Anhanguera TV Goiânia | 8' Rafael Morisco · 85' David · 87' Bruno Henrique | Público: 2 998 Renda: R$ 46.660,00 Árbitro: GO |

| CRAC | Goiás |

| Domingo, 8 de fevereiro | Atlético Goianiense | 1 – 2                    | Goiás         | Serra Dourada, Goiânia                         |
| 17:00                   | Marcus Winicius 67' | TV Anhanguera TV Goiânia | 31', 85' Erik | Público: 6 420 Renda: R$ 64.230,00 Árbitro: GO |

| Atlético-GO | Goiás |

| Quarta, 11 de fevereiro | Goiás              | 1 – 0                    | Grêmio Anápolis | Estádio Hailé Pinheiro, Goiânia             |
| 22:00                   | Felipe Menezes 72' | TV Anhanguera TV Goiânia |                 | Público: 303 Renda: R$ 6.165,00 Árbitro: GO |

| Goiás | G. Anápolis |

| Quarta, 18 de fevereiro | Itumbiara     | 1 – 0         | Goiás | Estádio Juscelino Kubitschek, Itumbiara        |
| 22:00                   | Romarinho 52' | TV Anhanguera |       | Público: 2 390 Renda: R$ 71.700,00 Árbitro: GO |

| Itumbiara | Goiás |

#### 2º Turno
| Domingo, 22 de fevereiro | Trindade    | 1 – 1                    | Goiás                  | Estádio Abrão Manoel da Costa, Trindade        |
| 16:00                    | Conrado 14' | TV Anhanguera TV Goiânia | 90+1' Felipe Saturnino | Público: 1 858 Renda: R$ 43.380,00 Árbitro: GO |

| Trindade | Goiás |

| Segunda, 2 de março | Goiás                   | 2 – 2       | CRAC           | Estádio Hailé Pinheiro, Goiânia              |
| 20:30               | Arthur 35' · Danilo 59' | Premiere FC | 37', 74' Assis | Público: 699 Renda: R$ 18.475,00 Árbitro: GO |

| Goiás | CRAC |

| Domingo, 8 de março | Goiás              | 1 – 0       | Atlético Goianiense | Serra Dourada, Goiânia                         |
| 16:00               | Bruno Henrique 78' | Premiere FC |                     | Público: 1 939 Renda: R$ 62.305,00 Árbitro: GO |

| Goiás | Atlético-GO |

| Quinta, 12 de março | Grêmio Anápolis | 1 – 6       | Goiás                                                                     | Estádio Jonas Duarte, Anápolis              |
| 19:30               | Wanderson 37'   | Premiere FC | 54', 59' Erik · 63' Ruan · 73' Danilo · 80' Felipe Menezes · 90+2' Carlos | Público: 373 Renda: R$ 6.430,00 Árbitro: GO |

| G. Anápolis | Goiás |

| Domingo, 15 de março | Goiás    | 1 – 0                    | Itumbiara | Estádio Hailé Pinheiro, Goiânia                |
| 16:00                | Ruan 74' | TV Anhanguera TV Goiânia |           | Público: 1 251 Renda: R$ 18.400,00 Árbitro: GO |

| Goiás | Itumbiara |

#### 3º Turno
| Domingo, 22 de março | Anapolina | 0 – 2                    | Goiás                                    | Estádio Jonas Duarte, Anápolis                 |
| 16:00                |           | TV Anhanguera TV Goiânia | 42' Bruno Henrique · 45' Felipe Mennezes | Público: 6 403 Renda: R$ 99.795,00 Árbitro: GO |

| Anapolina | Goiás |

| Quarta, 25 de março | Goiás              | 1 – 1                    | Aparecidense | Estádio Hailé Pinheiro, Goiânia |
| 22:00               | Bruno Henrique 56' | TV Anhanguera TV Goiânia | 84' Tozin    | Árbitro: GO                     |

| Goiás | Aparecidense |

| Domingo, 29 de março | Caldas Novas | 0 – 2                    | Goiás                                | Estádio Serra de Caldas, Caldas Novas          |
| 16:00                |              | TV Anhanguera TV Goiânia | 44' Ruan · 63' (pen.) Felipe Menezes | Público: 1 199 Renda: R$ 22.040,00 Árbitro: GO |

| Caldas Novas | Goiás |

| Quarta, 8 de abril | Goiás                            | 2 – 0                    | Goianésia | Estádio Hailé Pinheiro, Goiânia             |
| 22:00              | Bruno Henrique 8' · Arthur 90+2' | TV Anhanguera TV Goiânia |           | Público: 543 Renda: R$ 7.315,00 Árbitro: GO |

| Goiás | Goianésia |

### Fase final
|  | Semifinais   | Semifinais | Semifinais | Semifinais |   |              | Final | Final | Final | Final |
|  |              |            |            |            |   |              |       |       |       |       |
|  | Trindade     | 1          | 0          | 1          |   |              |       |       |       |       |
|  | Aparecidense | 2          | 1          | 3          |   |              |       |       |       |       |
|  | Aparecidense | 2          | 1          | 3          |   | Aparecidense | 0     | 1     | 1     |       |
|  |              |            |            |            |   | Aparecidense | 0     | 1     | 1     |       |
|  |              | Goiás      | 2          | 1          | 3 |              |       |       |       |       |
|  | Goiás        | Goiás      | 2          | 1          | 3 | 2            | 1     | 3     |       |       |
|  | Goiás        |            |            |            |   | 2            | 1     | 3     |       |       |
|  | Goianésia    | 2          | 0          | 2          |   |              |       |       |       |       |

### Semifinais
| 12 de abril | Goianésia                       | 2 – 2                    | Goiás                  | Valdeir de Oliveira, Goianésia                                   |
| 16:00       | Wendell Lira 05' · Romerito 28' | TV Anhanguera TV Goiânia | 13' Erik · 50' Rodrigo | Público: 5,508 Renda: R$ 103.550,00 Árbitro: GO Roberto Giovanny |

| Goianésia | Goiás |

| 19 de abril | Goiás    | 1 – 0                    | Goianésia | Serra Dourada, Goiânia                                        |
| 16:00       | Erik 01' | TV Anhanguera TV Goiânia |           | Público: 2,247 Renda: R$ 67.850,00 Árbitro: GO Wilton Sampaio |

| Goiás | Goianésia |

##### Final
Primeiro jogo
| 26 de abril de 2015 | Aparecidense | 0 – 2                    | Goiás                  | Aníbal Toledo, Aparecida de Goiânia                           |
| 16:00               |              | TV Anhanguera TV Goiânia | 1', 49' Felipe Menezes | Público: 2,361 Renda: R$ 59.025,00 Árbitro: GO Wilton Sampaio |

| Aparecidense | Goiás |

Segundo Jogo
| 03 de maio de 2015 | Goiás              | 1 – 1                                | Aparecidense   | Serra Dourada, Goiânia                                       |
| 16:00              | Felipe Menezes 63' | TV Anhanguera TV Goiânia Premiere FC | 46' Washington | Público: 30,655 Renda: R$ 63.505,00 Árbitro: GO Elmo Resende |

| Goiás | Aparecidense |

#### Premiação
| Goianão 2015               |
| -------------------------- |
| Goiás Campeão (25º título) |

### Classificação Final

#### Média de Público
| Nº | Time  | Jogos | Público Total* | Média de Público* |
| -- | ----- | ----- | -------------- | ----------------- |
| 4º | Goiás | 9     | 39.090         | 4.343             |

**Considera-se apenas o público pagante.
Em consideração ao maior do estado, será considerado público chupante!

##### Seleção do Campeonato
O evento dos Melhores do Goianão é realizado pela Rádio 730 com o apoio da FGF.
| Goleiro   | Renan (Goiás)          |
| Zagueiro  | Felipe Macedo (Goiás)  |
| Volante   | Rodrigo(Goiás)         |
| Meia      | Felipe Menezes (Goiás) |
| Revelação | Rodrigo(Goiás)         |
| Fera      | Felipe Menezes (Goiás) |

## Copa do Brasil

### Participante
Fonte
| UF    | Clube                         | Forma de classificação |
| ----- | ----------------------------- | ---------------------- |
| Goiás |                               |                        |
| Goiás | Vice-campeão do Estadual 2014 |                        |

##### Primeira fase
Em itálico, o time que possui o mando de campo no primeiro jogo do confronto e em negrito os time classificado.| Equipe 1 | Total | Equipe 2    | 1.º jogo | 2.º jogo |
| -------- | ----- | ----------- | -------- | -------- |
| Goiás    | 2–0   | Santo André | 1–0      | 1–0      |

### Primeira fase

##### Chave 17
Primeiro jogo
| 25 de fevereiro | Santo André | 0 – 1 | Goiás          | Estádio Primeirão, São Bernardo do Campo                                    |
| 19:30           |             |       | 32' Alex Alves | Público: 716 Renda: R$ 7.560,00 Árbitro: MS Paulo Henrique de Melo Salmázio |

| Santo André | Goiás |

Segundo jogo
| 1 de abril | Goiás    | 1 – 0 | Santo André | Estádio Serra Dourada, Goiânia                                      |
| 19:30      | Erik 87' |       |             | Público: 1 519 Renda: R$ 24.755,00 Árbitro: DF Rafael Martins Diniz |

| Goiás | Santo André |

##### Segunda fase
Em itálico, o time que possui o mando de campo no primeiro jogo do confronto e em negrito os time classificado.| Equipe 1 | Total | Equipe 2        | 1.º jogo | 2.º jogo |
| -------- | ----- | --------------- | -------- | -------- |
| Goiás    | 3–1   | Independente-PA | 0–1      | 3–0      |

##### Chave 49
Primeiro jogo

### Segunda fase
| 7 de maio | Independente-PA | 1 – 0 | Goiás | Estádio Navegantão, Tucuruí                                               |
| 19:30     | Joãozinho 88'   |       |       | Público: 1 864 Renda: R$ 32.280,00 Árbitro: MA Ranilton Oliveira de Sousa |

| Independente | Goiás |

Segundo jogo
| 13 de maio | Goiás                                       | 3 – 0 | Independente-PA | Estádio Serra Dourada, Goiânia                                      |
| 19:30      | Rodrigo 77' · Wesley 85' · Erik 90+2' (pen) |       |                 | Público: 3 503 Renda: R$ 31.987,00 Árbitro: DF Rafael Martins Diniz |

| Goiás | Independente |

##### Terceira fase
Em itálico, o time que possui o mando de campo no primeiro jogo do confronto e em negrito os time classificado.| Equipe 1 | Total    | Equipe 2 | 1.º jogo | 2.º jogo |
| -------- | -------- | -------- | -------- | -------- |
| Goiás    | 3–3 (gf) | Ituano   | 0–2      | 3–1      |

##### Chave 65
Primeiro jogo

### Terceira fase
| 20 de maio | Ituano                 | 2 – 0 | Goiás | Estádio Novelli Júnior, Itu                                             |
| 19:30      | Ronaldo 78' (pen), 87' |       |       | Público: 3 150 Renda: R$ 22.360,00 Árbitro: SC Bráulio da Silva Machado |

| Ituano | Goiás |

Segundo jogo
| 27 de maio | Goiás                              | 3 – 1 | Ituano            | Estádio Serra Dourada, Goiânia                                       |
| 19:30      | Erik 28' · Wesley 78' · Arthur 86' |       | 76' (pen) Ronaldo | Público: 6 388 Renda: R$ 51.992,50 Árbitro: MG Igor Junio Benevenuto |

| Goiás | Ituano |

##### Qualificação para a Copa Sul-Americana
| Pos. | Clube | Campanha                  | Pos. Brasileirão 2014 |
| ---- | ----- | ------------------------- | --------------------- |
| 6    | Goiás | Eliminado (Terceira fase) | 12º Série A           |

- O Brasil tem direito a oito vagas na Copa Sul-Americana de 2015: seis são dos melhores times eliminados até a terceira fase..

#### Artilharia
Atualizado em 26 de agosto de 2015
| Gols | Jogador | Time  |
| ---- | ------- | ----- |
| 3    | Erik    | Goiás |

#### Classificação geral
Atualizado 27 de maio de 2015
|  |                       |
|  | Eliminados na 3ª fase |

## Copa Sul-Americana

### Equipe classificada
| País               | Equipe | Classificação                                                                                                |
| ------------------ | ------ | --- |
| Brasil · (8 vagas) | Goiás  | 3º melhor colocado no Campeonato Brasileiro de 2014 eliminado antes da quarta fase da Copa do Brasil de 2015 |

#### Segunda fase
A segunda fase da Copa Sul-Americana de 2015 foi disputada entre 18 de agosto e 17 de setembro. Os vencedores de cada chave classificaram-se para a fase final, iniciando a partir das oitavas de final.
As equipes se enfrentaram em jogos eliminatórios de ida e volta, classificando-se a que somasse o maior número de pontos. Em caso de igualdade em pontos, a regra do gol marcado como visitante seria utilizada para o desempate. Persistindo o empate, a vaga seria definida em disputa por pênaltis.
Equipes da Argentina e do Brasil fizeram confrontos nacionais nesta fase, junto com as outras dezesseis equipes das demais federações classificadas da primeira fase.
 Resultados
| Chave | Equipe 1 | Total | Equipe 2 | Ida | Volta |
| ----- | -------- | ----- | -------- | --- | ----- |
| O5    | Brasília | 2–0   | Goiás    | 0–0 | 2–0   |

Todas as partidas estão no horário local.

### Segunda fase
| 18 de agosto  | Brasília | 0 – 0     | Goiás | Estádio Bezerrão, Gama    |
| 21:15 (UTC−3) |          | Relatório |       | Árbitro: COL Luis Sánchez |

| Brasília | Goiás |

| 25 de agosto  | Goiás | 0 – 2     | Brasília                        | Estádio Serra Dourada, Goiânia   |
| 21:15 (UTC−3) |       | Relatório | André Oliveira 50' · Morais 54' | Árbitro: PAR Mario Díaz de Vivar |

| Goiás | Brasília |

#### Maiores públicos
Ficarão entre os dez maiores públicos (divulgados) da Copa Sul-Americana de 2015:
| Nº | Público[PP] | Mandante | Placar | Visitante | Estádio       | Data         | Rodada  |
| -- | ----------- | -------- | ------ | --------- | ------------- | ------------ | ------- |
| 3º | 5 075       | Goiás    | 0–2    | Brasília  | Serra Dourada | 25 de agosto | 2ª fase |
| 8º | 1 106       | Brasília | 0–0    | Goiás     | Bezerrão      | 18 de agosto | 2ª fase |

- PP. ^ Considera-se apenas o público pagante

#### Classificação geral
Oficialmente a CONMEBOL não reconhece uma classificação geral de participantes na Copa Sul-Americana. A tabela a seguir classifica as equipes de acordo com a fase alcançada e considerando os critérios de desempate.
| Classificação final       | Classificação final | Classificação final | Classificação final | Classificação final | Classificação final | Classificação final | Classificação final | Classificação final | Classificação final | Classificação final | Classificação final |
| Pos.                      | Times               | P                   | J                   | V                   | E                   | D                   | GP                  | GC                  | SG                  |                     |                     |
| ------------------------- | ------------------- | ------------------- | ------------------- | ------------------- | ------------------- | ------------------- | ------------------- | ------------------- | ------------------- | ------------------- | ------------------- |
| Eliminado na segunda fase |                     |                     |                     |                     |                     |                     |                     |                     |                     |                     |                     |
| 27º                       | Goiás               | 1                   | 2                   | 0                   | 1                   | 1                   | 0                   | 2                   | –2                  |                     |                     |

## Campeonato Brasileiro

#### Participante
| Equipe | Cidade  | Estado | Em 2014 | Estádio (mando) | Capacidade | Títulos        |
| ------ | ------- | ------ | ------- | --------------- | ---------- | -------------- |
| Goiás  | Goiânia | GO     | 12º     | Serra Dourada   | 42 000     | 0 (não possui) |

##### Estádio
| Goiás              |
| Serra Dourada      |
| Capacidade: 42 000 |
|                    |

| GoiásLocalização da equipe participante da Série A de 2015. |

### Classificação
|  | <div style="float:right; width:1em; vertical-align:middle; text-align=== |

| Pos. | Equipes | P  | J  | V  | E | D  | GP | GC | SG  | %  | M       | Classificação ou rebaixamento          |
| ---- | ------- | -- | -- | -- | - | -- | -- | -- | --- | -- | ------- | -------------------------------------- |
| 19   | Goiás   | 38 | 38 | 10 | 8 | 20 | 39 | 49 | –10 | 33 | Estável | Zona de rebaixamento à Série B de 2016 |

##### Primeiro Turno
|       | 1ªR | 2ªR | 3ªR | 4ªR | 5ªR | 6ªR | 7ªR | 8ªR | 9ªR | 10ªR | 11ªR | 12ªR | 13ªR | 14ªR | 15ªR | 16ªR | 17ªR | 18ªR | 19ªR |
| ----- | --- | --- | --- | --- | --- | --- | --- | --- | --- | ---- | ---- | ---- | ---- | ---- | ---- | ---- | ---- | ---- | ---- |
| Goiás | 13º | 4º  | 2º  | 4º  | 8º  | 11º | 13º | 15º | 15º | 17º  | 16º  | 14º  | 16º  | 16º  | 17º  | 17º  | 17º  | 18º  | 17º  |

##### Segundo Turno
|       | 20ªR | 21ªR | 22ªR | 23ªR | 24ªR | 25ªR | 26ªR | 27ªR | 28ªR | 29ªR | 30ªR | 31ªR | 32ªR | 33ªR | 34ªR | 35ªR | 36ªR | 37ªR | 38ªR |
| ----- | ---- | ---- | ---- | ---- | ---- | ---- | ---- | ---- | ---- | ---- | ---- | ---- | ---- | ---- | ---- | ---- | ---- | ---- | ---- |
| Goiás | 16º  | 17º  | 16º  | 17º  | 14º  | 15º  | 17º  | 16º  | 17º  | 17º  | 18º  | 18º  | 19º  | 19º  | 19º  | 19º  | 19º  | 19º  | 19º  |

|  |                                                            |
|  | Zona de classificação à segunda fase da Libertadores 2016  |
|  | Zona de classificação à primeira fase da Libertadores 2016 |
|  | Zona de rebaixamento à Série B de 2016                     |

### Resultados do Primeiro Turno
Aqui estão os resultados das partidas do primeiro turno da Série A do Campeonato Brasileiro de Futebol de 2015.

### Primeiro Turno
| 10 de maio | Vasco da Gama | 0 – 0 | Goiás | Estádio São Januário, Rio de Janeiro                                     |
| 18:30      |               |       |       | Público: 6 628 Renda: R$ 226.020,00 Árbitro: SC Bráulio da Silva Machado |

| Vasco da Gama | Goiás |

| 16 de maio | Goiás                   | 2 – 0 | Atlético Paranaense | Estádio Serra Dourada, Goiânia                            |
| 18:30      | Bruno Henrique 54', 80' |       |                     | Público: Portões fechados Árbitro: SC Héber Roberto Lopes |

| Goiás | Atlético-PR |

| 24 de maio | Palmeiras | 0 – 1 | Goiás            | Allianz Parque, São Paulo                                                   |
| 11:00      |           |       | 76' Victor Ramos | Público: 37 337 Renda: R$ 2.410.600,00 Árbitro: PE Marcelo de Lima Henrique |

| Palmeiras | Goiás |

| 31 de maio | Goiás       | 1 – 1  | Grêmio       | Estádio Serra Dourada, Goiânia                                   |
| 16:00      | Rodrigo 52' | RBS TV | 35' Giuliano | Público: 3 850 Renda: R$ 131.155,00 Árbitro: RS Anderson Daronco |

| Goiás | Grêmio |

| 4 de junho | Sport              | 1 – 0 | Goiás | Estádio Ilha do Retiro, Recife                                           |
| 21:00      | Maikon Leite 90+2' |       |       | Público: 10 702 Renda: R$ 252.340,00 Árbitro: SP Flávio Rodrigues Guerra |

| Sport | Goiás |

| 7 de junho | Goiás | 0 – 1 | Avaí         | Estádio Serra Dourada, Goiânia                                        |
| 19:30      |       |       | 90+3' Rômulo | Público: 1 105 Renda: R$ 25.840,00 Árbitro: TO Alisson Sidnei Furtado |

| Goiás | Avaí |

| 14 de junho | Ponte Preta | 0 – 0 | Goiás | Estádio Moisés Lucarelli, Campinas                                     |
| 11:00       |             |       |       | Público: 8 882 Renda: R$ 210.820,00 Árbitro: PB Pablo dos Santos Alves |

| Ponte Preta | Goiás |

| 21 de junho | Joinville       | 2 – 1 | Goiás      | Arena Joinville, Joinville                                            |
| 16:00       | Kempes 34', 45' |       | 25' Wesley | Público: 9 049 Renda: R$ 113.970,00 Árbitro: MG Igor Junio Benevenuto |

| Joinville | Goiás |

| 28 de junho | Goiás    | 1 – 2    | Fluminense             | Estádio Serra Dourada, Goiânia                                         |
| 16:00       | Erik 33' | Globo RJ | 52' Wagner · 61' Edson | Público: 2 419 Renda: R$ 87.850,00 Árbitro: SP Luiz Flávio de Oliveira |

| Goiás | Fluminense |

| 2 de julho | Figueirense                                          | 3 – 1 | Goiás              | Estádio Orlando Scarpelli, Florianópolis                              |
| 19:30      | Thiago Santana 23' · Clayton 32' · Paulo Roberto 78' |       | 46' Felipe Menezes | Público: 5 425 Renda: R$ 64.080,00 Árbitro: GO Wilton Pereira Sampaio |

| Figueirense | Goiás |

| 5 de julho | Goiás | 0 – 0    | Corinthians | Estádio Serra Dourada, Goiânia                                      |
| 16:00      |       | Globo SP |             | Público: 9 573 Renda: R$ 388.550,00 Árbitro: SC Héber Roberto Lopes |

| Goiás | Corinthians |

| 8 de julho | Goiás                                                 | 4 – 1  | Santos                     | Estádio Serra Dourada, Goiânia                                  |
| 19:30      | Felipe Menezes 47' (pen), 58' · Fred 51' · Carlos 61' | SporTV | 89' (pen) Ricardo Oliveira | Público: 1 829 Renda: R$ 50.925,00 Árbitro: RS Anderson Daronco |

| Goiás | Santos |

| 12 de julho | Cruzeiro | 1 – 0         | Goiás | Estádio Mineirão, Belo Horizonte                                     |
| 16:00       | Joel 37' | TV Anhanguera |       | Público: 10 675 Renda: R$ 362.200,65 Árbitro: PE Emerson Luiz Sobral |

| Cruzeiro | Goiás |

| 18 de julho | Internacional           | 2 – 1 | Goiás                    | Estádio Beira-Rio, Porto Alegre                                           |
| 18:30       | Eduardo 58' · Sasha 88' |       | 79' (pen) Felipe Menezes | Público: 16 678 Renda: R$ 386.065,00 Árbitro: PE Marcelo de Lima Henrique |

| Internacional | Goiás |

| 26 de julho | Goiás | 0 – 1    | Flamengo           | Estádio Serra Dourada, Goiânia                                       |
| 16:00       |       | Globo RJ | 71' Marcelo Cirino | Público: 10 298 Renda: R$ 760.080,00 Árbitro: SC Héber Roberto Lopes |

| Goiás | Flamengo |

| 2 de agosto | Coritiba    | 1 – 1 | Goiás       | Estádio Couto Pereira, Curitiba                                                   |
| 11:00       | Evandro 90' |       | 68' Liniker | Público: 24 593 Renda: R$ 503.750,00 Árbitro: PA Dewson Fernando Freitas da Silva |

| Coritiba | Goiás |

| 9 de agosto | Goiás | 0 – 0       | Atlético Mineiro | Estádio Serra Dourada, Goiânia                                |
| 16:00       |       | Globo Minas |                  | Público: 7 026 Renda: R$ 244.170,00 Árbitro: SP Raphael Claus |

| Goiás | Atlético-MG |

| 12 de agosto | Goiás | 0 – 0 | Chapecoense | Estádio Serra Dourada, Goiânia                                                |
| 21:00        |       |       |             | Público: 1 170 Renda: R$ 24.185,00 Árbitro: RJ Wagner do Nascimento Magalhães |

| Goiás | Chapecoense |

| 15 de agosto | São Paulo | 0 – 3 | Goiás                              | Estádio do Morumbi, São Paulo                                          |
| 21:00        |           |       | 26' Felipe Menezes · 44', 76' Erik | Público: 25 406 Renda: R$ 635.059,00 Árbitro: BA Marielson Alves Silva |

| São Paulo | Goiás |

### Resultados do Segundo Turno
Aqui estão os resultados das partidas do segundo turno da Série A do Campeonato Brasileiro de Futebol de 2015.

### Segundo Turno
| 22 de agosto | Goiás                                  | 3 – 0  | Vasco da Gama | Estádio Serra Dourada, Goiânia                                           |
| 18:30        | Zé Love 4' · Erik 16' (pen), 76' (pen) | SporTV |               | Público: 11 177 Renda: R$ 267.895,00 Árbitro: SP Luiz Flávio de Oliveira |

| Goiás | Vasco da Gama |

| 30 de agosto | Atlético Paranaense                 | 3 – 0 | Goiás | Arena da Baixada, Curitiba                                              |
| 18:30        | Walter 26', 77' (pen) · Ewandro 89' |       |       | Público: 14 348 Renda: R$ 193.800,00 Árbitro: BA Jaílson Macedo Freitas |

| Atlético-PR | Goiás |

| 2 de setembro | Goiás              | 1 – 0    | Palmeiras | Estádio Serra Dourada, Goiânia                                        |
| 22:00         | Bruno Henrique 62' | Globo SP |           | Público: 16 024 Renda: R$ 406.377,00 Árbitro: RS Leandro Pedro Vuaden |

| Goiás | Palmeiras |

| 6 de setembro | Grêmio                    | 2 – 1 | Goiás              | Arena do Grêmio, Porto Alegre                                         |
| 16:00         | Douglas 51' · Everton 82' |       | 43' Bruno Henrique | Público: 27 176 Renda: R$ 1.027.226,00 Árbitro: SC Sandro Meira Ricci |

| Grêmio | Goiás |

| 10 de setembro | Goiás      | 1 – 0 | Sport | Estádio Serra Dourada, Goiânia                                       |
| 19:30          | Carlos 79' |       |       | Público: 2 650 Renda: R$ 44.665,00 Árbitro: SP Thiago Duarte Peixoto |

| Goiás | Sport |

| 13 de setembro | Avaí                           | 2 – 1 | Goiás              | Estádio da Ressacada, Florianópolis                                  |
| 18:30          | Emerson 84' · André Lima 90+2' |       | 28' Bruno Henrique | Público: 4 767 Renda: R$ 57.036,00 Árbitro: RJ Bruno Arleu de Araújo |

| Avaí | Goiás |

| 16 de setembro | Goiás    | 1 – 2 | Ponte Preta                  | Estádio Serra Dourada, Goiânia                                                  |
| 19:30          | Fred 26' |       | 5' Biro Biro · 80' Alexandro | Público: 2 322 Renda: R$ 47.525,00 Árbitro: PA Dewson Fernando Freitas da Silva |

| Goiás | Ponte Preta |

| 20 de setembro | Goiás                          | 3 – 0 | Joinville | Estádio Serra Dourada, Goiânia |
| 11:00          | Fred 18' · Erik 71' (pen), 87' |       |           | Árbitro: SP Raphael Claus      |

| Goiás | Joinville |

| 26 de setembro | Fluminense                    | 2 – 0 | Goiás | Estádio do Maracanã, Rio de Janeiro |
| 18:30          | Fred 28' · Gustavo Scarpa 49' |       |       | Árbitro: BA Marielson Alves Silva   |

| Fluminense | Goiás |

| 4 de outubro | Goiás                                      | 2 – 3 | Figueirense                       | Estádio Serra Dourada, Goiânia                                         |
| 16:00        | Zé Eduardo 45+4' (pen) · Leandro Silva 66' |       | 56', 59' Dudu · 86' Rafael Bastos | Público: 3 117 Renda: R$ 44.205,00 Árbitro: MG Ricardo Marques Ribeiro |

| Goiás | Figueirense |

| 15 de outubro | Corinthians                                    | 3 – 0 | Goiás | Arena Corinthians, São Paulo                                    |
| 19:30         | Edu Dracena 15' · Malcom 26' · Rodriguinho 87' |       |       | Público: 40 925 Renda: R$ 2.561.055,00 Árbitro: MT Wagner Reway |

| Corinthians | Goiás |

| 18 de outubro | Santos                                 | 3 – 1 | Goiás     | Estádio Vila Belmiro, Santos                                     |
| 17:00         | Werley 11' · Ricardo Oliveira 14', 45' |       | 48' David | Público: 6 198 Renda: R$ 207.915,00 Árbitro: RS Anderson Daronco |

| Santos | Goiás |

| 24 de outubro | Goiás | 0 – 1 | Cruzeiro       | Estádio Serra Dourada, Goiânia                                         |
| 18:00         |       |       | 50' Arrascaeta | Público: 12 393 Renda: R$ 112.740,00 Árbitro: PE Nielson Nogueira Dias |

| Goiás | Cruzeiro |

| 1 de novembro | Goiás                            | 2 – 1  | Internacional | Estádio Serra Dourada, Goiânia                                                    |
| 19:30         | Zé Love 47' · Bruno Henrique 50' | SporTV | 19' Valdívia  | Público: 6 420 Renda: R$ 61.330,00 Árbitro: SP Marcelo Aparecido Ribeiro de Souza |

| Goiás | Internacional |

| 8 de novembro | Flamengo                               | 4 – 1 | Goiás      | Estádio do Maracanã, Rio de Janeiro                                      |
| 17:00         | Alan Patrick 18', 47' · Kayke 50', 63' |       | 45+1' Erik | Público: 12 634 Renda: R$ 513.917,50 Árbitro: SP Luiz Flávio de Oliveira |

| Flamengo | Goiás |

| 18 de novembro | Goiás    | 1 – 3 | Coritiba                                    | Estádio Serra Dourada, Goiânia                                          |
| 19:30          | Fred 79' |       | 1' Juan · 45+2' João Paulo · 90+3' Henrique | Público: 16 896 Renda: R$ 73.310,00 Árbitro: MG Ricardo Marques Ribeiro |

| Goiás | Coritiba |

| 22 de novembro | Atlético Mineiro            | 2 – 2 | Goiás                         | Estádio Independência, Belo Horizonte                                 |
| 17:00          | Luan 22' · Marcos Rocha 56' |       | 38' Erik · 59' Bruno Henrique | Público: 9 373 Renda: R$ 180.267,00 Árbitro: PE Nielson Nogueira Dias |

| Atlético-MG | Goiás |

| 29 de novembro | Chapecoense       | 1 – 3 | Goiás                    | Arena Condá, Chapecó                                                  |
| 18:00          | Túlio de Melo 46' |       | 28' Erik · 32', 77' Fred | Público: 9 831 Renda: R$ 98.655,00 Árbitro: SP Flávio Rodrigues Souza |

| Chapecoense | Goiás |

| 6 de dezembro | Goiás | 0 – 1    | São Paulo     | Estádio Serra Dourada, Goiânia                                           |
| 17:00         |       | Globo SP | 90+2' Rogério | Público: 33 265 Renda: R$ 266.000,00 Árbitro: MG Ricardo Marques Ribeiro |

| Goiás | São Paulo |

#### Médias de público
Estas são as médias de público dos clubes no Campeonato. Considera-se apenas os jogos da equipe como mandante e o público pagante:
| Pos. | Time  | Média | Total   | Mandos[PF] | Maior  | Menor |
| ---- | ----- | ----- | ------- | ---------- | ------ | ----- |
| 19   | Goiás | 8 028 | 144 510 | 18         | 34 284 | 1 105 |

- PF. ^ Jogos com portões fechados não são considerados.

##### Menores públicos
Estes são os dez menores públicos do Campeonato:[PF]
| Nº | Público[PP] | Mandante | Placar | Visitante   | Estádio       | Data           | Rodada | Ref.   |
| -- | ----------- | -------- | ------ | ----------- | ------------- | -------------- | ------ | ------ |
| 1  | 1 105       | Goiás    | 0–1    | Avaí        | Serra Dourada | 7 de junho     | 6ª     | [ 16 ] |
| 2  | 1 170       | Goiás    | 0–0    | Chapecoense | Serra Dourada | 12 de agosto   | 18ª    | [ 17 ] |
| 3  | 1 829       | Goiás    | 4–1    | Santos      | Serra Dourada | 8 de julho     | 12ª    | [ 18 ] |
| 4  | 2 189       | Goiás    | 1–0    | Sport       | Serra Dourada | 10 de setembro | 24ª    | [ 19 ] |
| 5  | 2 322       | Goiás    | 1–2    | Ponte Preta | Serra Dourada | 16 de setembro | 26ª    | [ 20 ] |
| 6  | 2 419       | Goiás    | 1–2    | Fluminense  | Serra Dourada | 28 de junho    | 9ª     | [ 21 ] |
| 10 | 3 117       | Goiás    | 2–3    | Figueirense | Serra Dourada | 4 de outubro   | 29ª    | [ 22 ] |

- PP. ^ Considera-se apenas o público pagante.
- PF. ^ Jogos com portões fechados não são considerados.

#### Mudança de técnicos
| Clube | Antecessor      | Motivo    | Data           | Última partida        | Rod | Pos | Sucessor            | Ref.          |
| ----- | --------------- | --------- | -------------- | --------------------- | --- | --- | ------------------- | ------------- |
| Goiás | Hélio dos Anjos | Demitido  | 23 de junho    | Joinville 2–1 Goiás   | 8ª  | 15º | Julinho Camargo[a4] | [ 23 ] [ 24 ] |
| Goiás | Julinho Camargo | Resignado | 17 de setembro | Goiás 1–2 Ponte Preta | 26ª | 16º | Arthur Neto[a8]     | [ 25 ] [ 26 ] |
| Goiás | Arthur Neto     | Resignado | 18 de outubro  | Santos 3–1 Goiás      | 31ª | 18º | Danny Sérgio        | [ 27 ] [ 28 ] |

- A4 ^  Augusto César comandou o Goiás interinamente entre a 9ª e 11ª rodada.[29]
- A8 ^  Wanderley Filho comandou o Goiás interinamente na 27ª rodada.[30]